# Kampfgeschwader 355

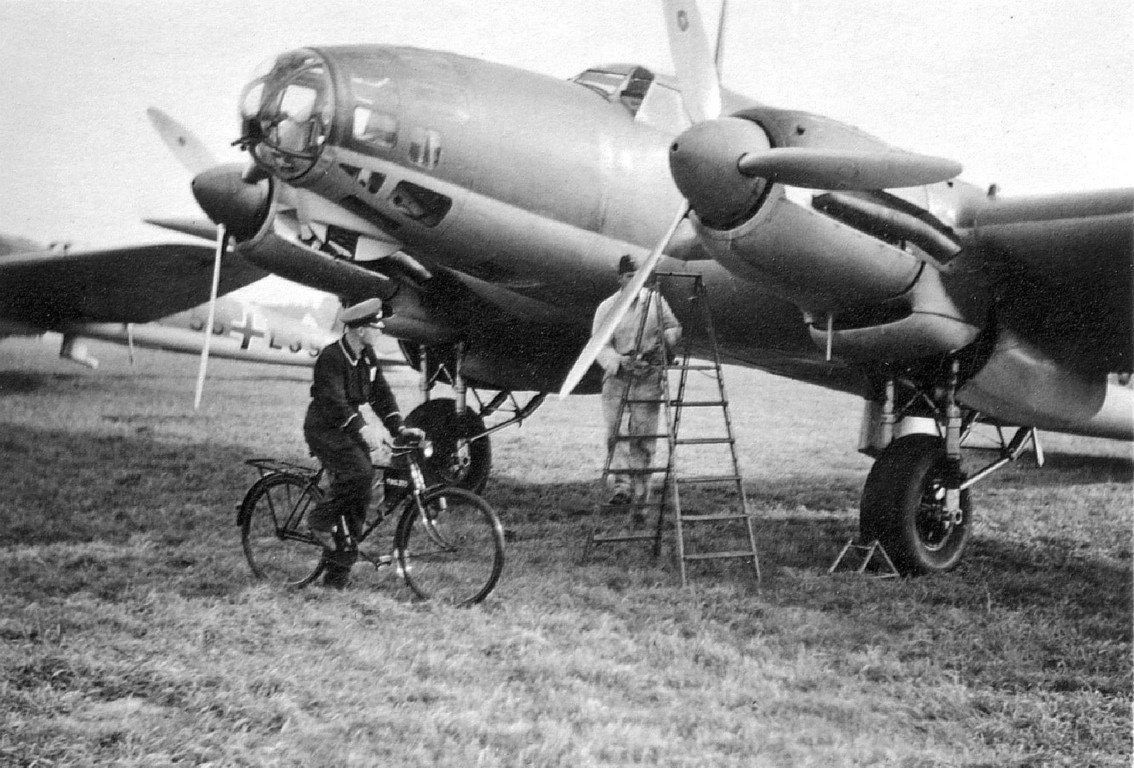
Німецький бомбардувальник Heinkel He 111E-1 355-ої бомбардувальної ескадри на аеродроміі в Гібельштадті. 10 жовтня 1938

355-та бомбардувальна ескадра (нім. Kampfgeschwader 355 (KG 355) — бомбардувальна ескадра Люфтваффе, що існувала у складі повітряних сил вермахту напередодні Другої світової війни. 1 травня 1939 року її перейменували на 53-тю бомбардувальну ескадру «Легіон Кондор» (KG 53).

## Історія
355-та бомбардувальна ескадра веде свою історію від формування 1 квітня 1937 року штабу ескадри та I. групи на авіабазі Габлінген. II і III. групи були засновані в Швабіш-Галль і Іллесгайм відповідно. Ескадра була оснащена новітніми бомбардувальниками Heinkel He 111. 1 травня 1939 року за новою схемою найменування Люфтваффе ескадра отримала позначення Kampfgeschwader 53.

## Командування

### Командири
- оберст Філіпп Цох (1 квітня 1937 — 1 травня 1939).

### Командири I./KG 355
- оберстлейтенант Густав Гольцгаузер (1937);
- оберстлейтенант Карл Менерт (1938 — 1 травня 1939).

### Командири II./KG 355
- оберстлейтенант Еріх Шталь (1 квітня 1937 — 1 липня 1938);
- оберстлейтенант Вільгельм Кольбах (1 липня 1938 — 1 травня 1939).

### Командири III./KG 355
- оберстлейтенант Ганс Берендт (1 квітня 1937 — 1 лютого 1939);
- майор Фрідріх Едлер фон Браун (1 лютого — 1 травня 1939).

## Основні райони базування 355-ї бомбардувальної ескадри

### Основні райони базуванняштабуKG 355
| 1 квітня 1937 — 1 липня 1938 | Габлінген        |
| 1 липня 1938 — 1 травня 1939 | Ансбах-Каттербах |

### Основні райони базування I./KG 355
| 1 квітня 1937 — 1 липня 1938 | Габлінген        |
| 1 липня 1938 — 1 травня 1939 | Ансбах-Каттербах |

### Основні райони базування II./KG 355
| 1 квітня 1937 — 1 травня 1939 | Швабіш-Галль |

### Основні райони базування III./KG 355
| 1 квітня 1937 — 1 липня 1938 | Іллесгайм   |
| 1 липня 1938 — 1 травня 1939 | Гібельштадт |